# Colin McRae: DiRT
Colin McRae: DiRT (укр. Колін Мак-Рей: Бруд) — відеогра в жанрі автосимулятор, присвячена тематиці  ралі. Є шостою грою серії Colin McRae Rally, а також відкриває підсерію DiRT, яка згодом замінила основну. Гра була розроблена та видана Codemasters для платформ Microsoft Windows, Xbox 360 та PlayStation 3, також була випущена мобільна версія гри для Java ME. Реліз гри відбувся 15 червня 2007 року на Windows та Xbox 360 у Європі (трохи пізніше гра вийшла у Північній Америці та Австралії), а версія для PlayStation 3 затрималася до 11 вересня. Ця остання гра із серії, що вийшла за життя Коліна Мак-Рея, який трагічно загинув у вересні 2007.
У Colin McRae: DiRT доступні такі перегонні дисципліни як класичне ралі, ралі-крос, ралі-рейд, підйом на пагорб, кросовер та CORR. Для змагань у цих дисциплінах гравцеві є безліч ралійних автомобілів різних класів та епох, проте деякі з них прив'язані лише до свого режиму. Гравець може проходити кар'єру, налаштовувати свої власні поодинокі заїзди та чемпіонати, а також брати участь у змаганнях мережею. Гідом гравця в режимі кар'єри виступає відомий американський перегонник і трюкач Тревіс Пастрана.
У порівнянні з попередньою грою серії, DiRT відрізнялася оновленою графікою, покращеним звуком, удосконаленою фізикою, новими автомобілями, та абсолютно новим ігровим рушієм, Neon, який був спільно розроблений компаніями Codemasters і Sony Computer Entertainment, трохи пізніше цей рушій отримає назву EGO. З того часу Codemasters використовують EGO як основний рушій для більшості своїх проєктів. Гра була добре прийнята критиками й була комерційно успішна, через два роки був випущений сиквел Colin McRae: DiRT 2.